# هیدروفرمیل‌دار کردن

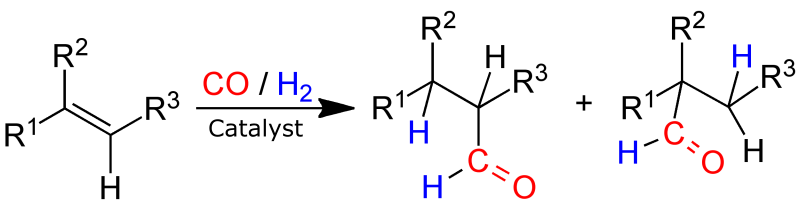
هیدروفرمیلاسیون یک آلکن (گروه‌های ارگانیل R^{1} تا R^{3} می‌توانند به عنوان مثال گروه آلکیل یا آریل یا هیدروژن باشند)

هیدروفرمیل‌دار کردن یا هیدروفرمیلاسیون، همچنین به عنوان سنتز اکسو یا فرایند اکسو شناخته می‌شود، یک فرایند صنعتی برای تولید آلدهیدها از آلکن‌ها است. این واکنش شیمیایی مستلزم افزودن خالص یک گروه فرمیل (CHO) و یک اتم هیدروژن به یک پیوند دوگانه کربن-کربن است. این فرایند از زمان اختراع خود رشد مداوم داشته‌است: ظرفیت تولید به این روش در سال ۱۹۹۵ به ۶٫۶×۱۰۶ تن رسید. این فرایند از این جهت مهم است که آلدئیدها به راحتی به بسیاری از محصولات ثانویه تبدیل می‌شوند. به عنوان مثال، آلدئیدهای حاصل به الکل هیدروژنه می‌شوند که به مواد شوینده تبدیل می‌شوند. هیدروفورمیلاسیون همچنین در مواد شیمیایی ویژه مربوط به سنتز آلی عطرها و داروها استفاده می‌شود. توسعه هیدروفرمیلاسیون یکی از دستاوردهای برتر شیمی صنعتی قرن بیستم است.
این فرایند مستلزم واکنش یک آلکن معمولاً با فشارهای بالای کربن مونوکسید (بین ۱۰ تا ۱۰۰ اتمسفر) و هیدروژن در دمای بین ۴۰ تا ۲۰۰ درجه سانتی‌گراد است. در گونه خاصی از این فرایند، فرمالدهید به جای گاز سنتزی استفاده می‌شود. کاتالیزورهای فلزات واسطه در این واکنش مورد نیاز است. همواره، کاتالیزور در محیط واکنش حل می‌شود، یعنی هیدروفرمیل‌دار کردن نمونه‌ای از کاتالیز همگن است.

## یادداشت
1. ↑  Hydroformylation
2. ↑  oxo synthesis
3. ↑  oxo process

## جهت مطالعه
- “Applied Homogeneous Catalysis with Organometallic Compounds: A Comprehensive Handbook in Two Volumes (Paperback) by Boy Cornils (Editor), W. A. Herrmann (Editor). شابک ‎۳−۵۲۷−۲۹۵۹۴−۱
- “Rhodium Catalyzed Hydroformylation” P. W. N. M. van Leeuwen, C. Claver Eds.; Springer; (2002). شابک ‎۱−۴۰۲۰−۰۴۲۱−۴
- “Homogeneous Catalysis: Understanding the Art” by Piet W. N. M. van Leeuwen Springer; 2005. شابک ‎۱−۴۰۲۰−۳۱۷۶−۹
- Imyanitov N.S./ Hydroformylation of Olefins with Rhodium Complexes // Rhodium Express. 1995. No 10–11 (May).  pp. 3–62 (Eng). ISSN 0869-7876